# 大吕塞
大吕塞（法語：Le Grand-Lucé，法語發音：[lə ɡʁɑ̃ lyse]）是法国萨尔特省的一个市镇，属于拉弗莱什区。

## 地理
大吕塞（47°51'54"N, 0°28'10"E）面积27.26 平方千米，位于法国卢瓦尔河地区大区萨尔特省，该省份为法国西北部内陆省份，北起顺时针与奥恩省、厄尔-卢瓦省、卢瓦-谢尔省、安德尔-卢瓦尔省、曼恩-卢瓦尔省和马耶讷省接壤，是法国大西部的入口，连接卢瓦尔河谷、布列塔尼和巴黎盆地。
与大吕塞接壤的市镇（或旧市镇、城区）包括：帕里涅莱韦克、维莱讷苏吕塞、蒙特勒伊勒亨利、沙勒、库尔德芒什。

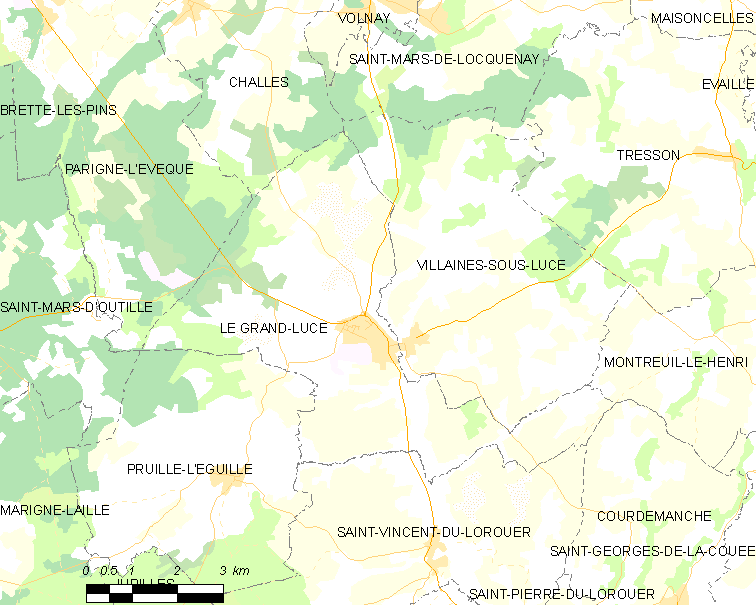
大吕塞的OSM定位图

大吕塞的时区为UTC+01:00、UTC+02:00（夏令时）。

## 行政
大吕塞的邮政编码为72150，INSEE市镇编码为72143。

## 政治
大吕塞所属的省级选区为卢瓦河畔蒙瓦勒县。

## 人口

1962-2008年间大吕塞人口变化图示

大吕塞于2022年1月1日时的人口数量为1941人。